# Salam de biscuiți
Il salam de biscuiți (letteralmente salame di biscotti) è un dolce romeno al cioccolato, con l'aggiunta di pezzettini di lokum e aromatizzato al rhum. Deve il suo nome alla forma cilindrica che ricorda appunto un salame e all'alternanza tra le parti scure e parti più chiare (lokum e biscotti), che ricordano i pezzetti di grasso di maiale presenti nel salame.

## Origine
Il salam de biscuiți è stato creato dalle casalinghe negli anni di privazioni durante il comunismo, quando nei negozi non c'era molta scelta, in particolare nel campo dei dolci. I suoi ingredienti principali sono biscotti secchi, lokum, cacao in polvere, zucchero, burro e latte Viene anche aromatizzato con rhum o essenza di rhum, e può essere aggiunta all'impasto frutta secca di vario tipo. Oggi, nonostante una maggior scelta in campo gastronomico, il consumo del salam de biscuiți rimane piuttosto diffuso.

## Preparazione casalinga

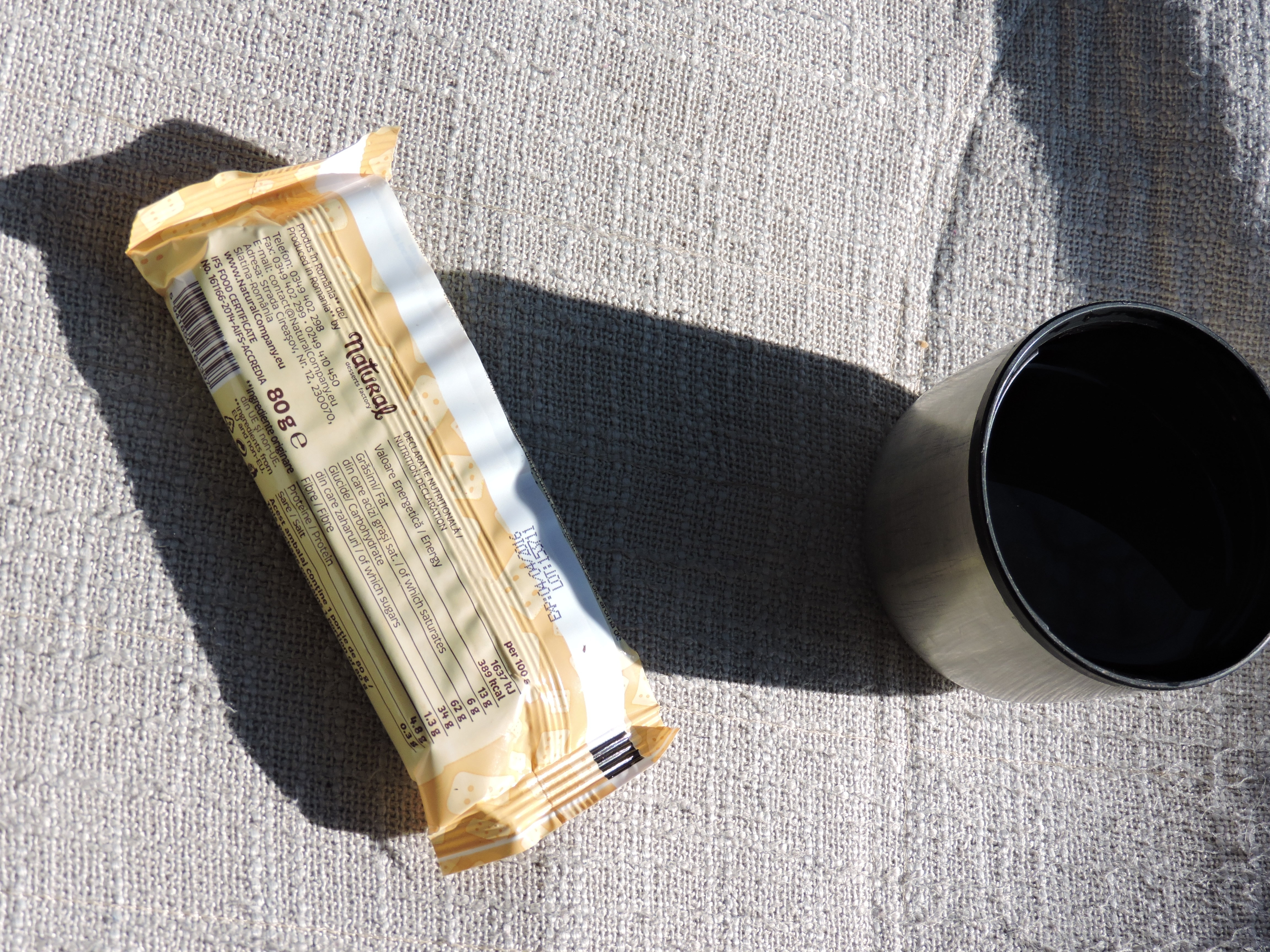
Una fetta di salam de biscuiți pre-confezionata come snack dolce

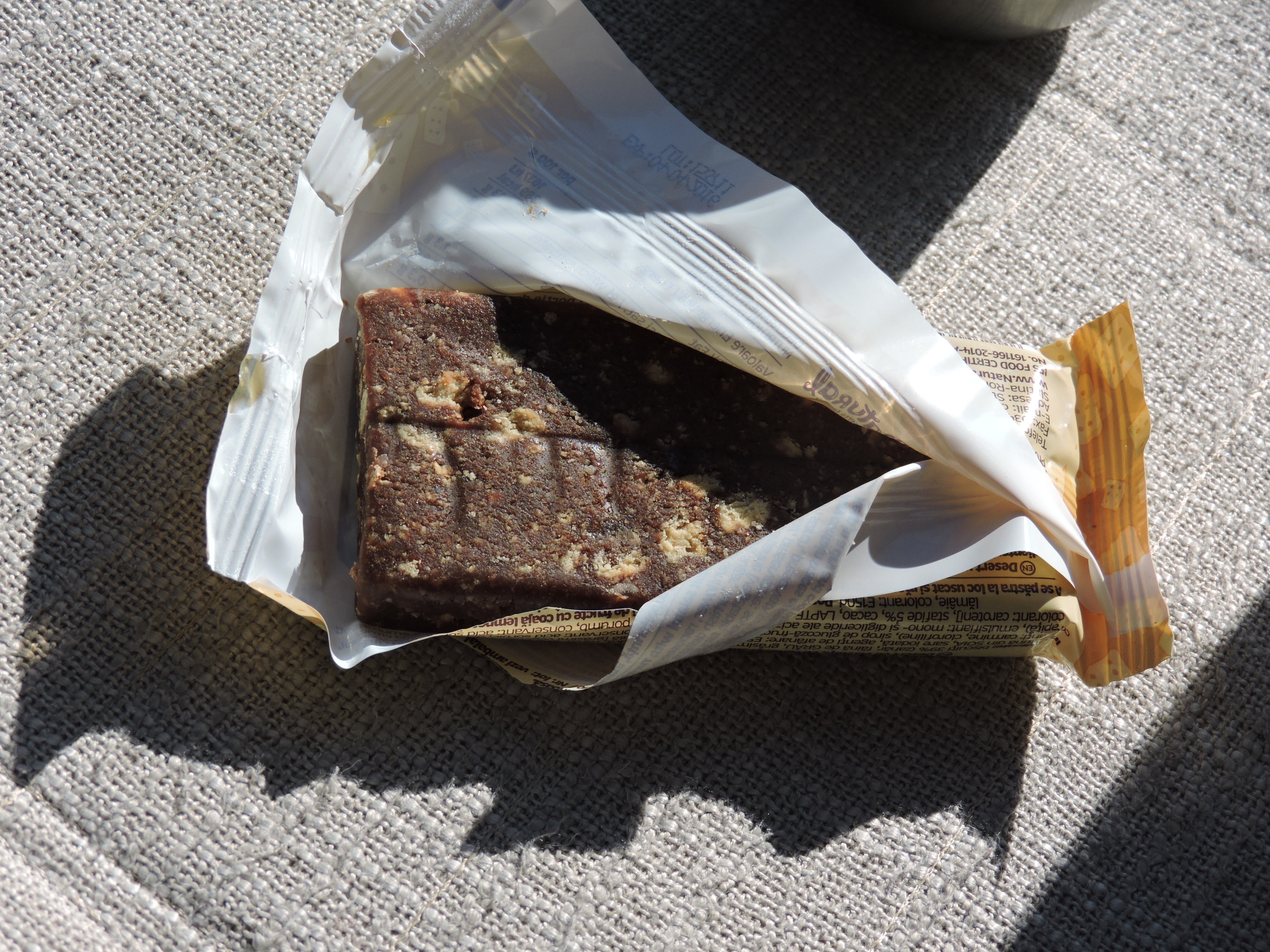
La stessa dopo l'apertura

Si rompono i biscotti in pezzettini e li si imbeve di latte per farli diventare più molli. Si mescolano poi i biscotti con la polvere di cacao, il burro, lo zucchero, pezzettini di lokum e il rhum. Si dà poi al preparato la forma di un salame e lo si avvolge con una pellicola alimentare sistemando poi il tutto in frigorifero lasciandocelo per alcune ore o per tutta la notte in modo da farlo indurire.

## Consumo
Prima di servire il salam de biscuiți bisogna togliere il cellophane, un po' come si toglierebbe la pelle del salame, e poi affettare. Se si mangia a fine pasto può essere accompagnato dal caffè e/o da un bicchierino di liquore.